# Xerox 914
Le Xerox 914 est le premier copieur sur papier ordinaire, lancé le 16 septembre 1959. Son inventeur est Chester Carlson. La compagnie qui le commercialise se nomme alors Haloid et prendra, quelque temps plus tard, le nom de Xerox. Il a connu un très grand succès.

## Caractéristiques
Le copieur effectuait 7 copies par minute en continu (420 théoriques à l'heure) d'un même original et pesait 327 kg pour une puissance de 2,2 kVA. Il tirait son nom commercial du format de papier maximal qu'il utilisait, 9" x 14". Il suffisait de positionner l'original sur la glace d'exposition de la machine, de sélectionner le nombre de copies de 1 à 15 ou multiple (sans limite, mais magasin à papier de 200 feuilles). Cet équipement utilisant du toner (poudre noire, très fine), de fréquents nettoyages à l'aspirateur étaient nécessaires (minimum 10 000 copies) avec un programme de maintenance préventive hiérarchisée basé sur des multiples de 10 000, 40 000, 60 000 et 120 000, cette dernière échéance étant une révision générale.
Les meilleures performances étaient obtenues lorsqu'un seul opérateur utilisait la machine. Dans ce cas, celui-ci pouvait réaliser jusqu'à 60 000 copies par mois (cette situation se présentant rarement).
Alors que le prix d'un copieur classique était de 300 à 400 dollars, celui du 914 était voisin de 400 000 dollars, mais copiait sur papier ordinaire. Haloid avait donc choisi de louer la machine au lieu de la vendre : 95 dollars par mois avec une franchise de 2 000 copies par mois, puis 4 centimes par copie ensuite. L'investissement était donc nul pour l'utilisateur, et la machine pouvait en outre être rendue à tout moment avec un préavis de 15 jours
Le Xerox 914 présentait quelques défauts, notamment une tendance à prendre feu en cas de bourrage de feuilles de papier dans le four. Le papier utilisé était du papier courant de 72 à 180 grammes au mètre carré (généralement 80 grammes, format A4 en France), différence principale avec les copieurs de l'époque qui utilisaient du papier chimique et un révélateur liquide. Il pouvait reproduire des livres (pas trop épais), de petits objets (une montre), les couleurs en noir, mais ne pouvait reproduire des à-plats (grandes surfaces foncées). C'est le XEROX 4000 qui permit ceci avec, en plus, la capacité d'effectuer des copies recto-verso. Entre ces deux copieurs, furent lancés un banc photographique (fonctions agrandissement, 1/1 ou réduction) le 1385, sur lequel les opérations automatiques du XEROX 914 étaient réalisées manuellement (possibilités de reproduire sur cartons offset ou autre, avec corrections avant fixation par vapeurs chimiques ou thermique du toner sur le support) et le XEROX 813 (format papier maxi 8" x 13"), petit copieur de bureau qui ne permettait que de reproduire des documents papier, ceux-ci devant être glissés dans la machine.
Quelques années après le 914, fut lancé le 720 (12 copies par minute, soit 720 copies par heure théoriques, pour une puissance de 3.2 kVA). Il pesait 370 kg et, comme le 914, mesurait 1,15 m × 1,15 m. Il comportait principalement deux modifications par rapport au 914 : un moteur plus rapide et un four plus puissant.